# Cantó de Molsheim
El cantó de Molsheim (alsacià  Kanton Molse) és una divisió administrativa francesa situat al departament del Baix Rin i a la regió del Gran Est. Des del 2015 té 31 municipis i el cap és Molsheim.

## Municipis
1. Altorf
2. Avolsheim
3. Bergbieten
4. Bischoffsheim
5. Bœrsch
6. Dachstein
7. Dahlenheim
8. Dangolsheim
9. Dorlisheim
10. Duppigheim
11. Duttlenheim
12. Ergersheim
13. Ernolsheim-Bruche
14. Flexbourg
15. Grendelbruch
16. Griesheim-près-Molsheim
17. Innenheim
18. Kirchheim
19. Marlenheim
20. Mollkirch
21. Molsheim
22. Nordheim
23. Odratzheim
24. Ottrott
25. Rosenwiller
26. Rosheim
27. Saint-Nabor
28. Scharrachbergheim-Irmstett
29. Soultz-les-Bains
30. Wangen
31. Wolxheim